# Pukovac
Pukovac (em cirílico: Пуковац) é uma vila da Sérvia localizada no município de Doljevac, pertencente ao distrito de Nišava. A sua população era de 3852 habitantes segundo o censo de 2011.

## Demografia
| 1948 | 1953 | 1961 | 1971 | 1981 | 1991 | 2002 | 2011 |
| ---- | ---- | ---- | ---- | ---- | ---- | ---- | ---- |
| 3404 | 3694 | 3908 | 4065 | 4186 | 4215 | 3956 | 3852 |